# توکوگاوا آکیتاکه
توکوگاوا آکیتاکه (به ژاپنی: 徳川 昭武 Tokugawa Akitake); ۲۶ اکتبر ۱۸۵۳ – ۳ ژوئیهٔ ۱۹۱۰) سیاستمدار اهل شوگون‌سالاری توکوگاوا بود. برادر کوچکتر شوگون پانزدهم توکوگاوا یوشینوبو بود.

## بررسی اجمالی
آکیتاکه در سال ۱۸۵۳ به عنوان هجدهمین پسر توکوگاوا ناریاکی (یوشیاتسو و یوشینوبو برادران ناتنی او بودند) در اقامتگاه داخلی قلمرو میتو در کوماگومه، ادو متولد شد.
نام دوران کودکی او یوهاچیمارو بود و در شش ماهگی به میتو نقل مکان کرد و در آنجا به همراه خواهر و برادرانش در زادگاهش تحصیل کرد.
در سال ۱۸۶۴، برادر بزرگترش ماتسودایرا آکینوبو، که در معبد هونکوکوجی در کیوتو به عنوان نگهبان کاخ امپراتوری مستقر بود، بر اثر بیماری درگذشت، بنابراین او برای به عهده گرفتن این نقش به توکیو رفت و در سال ۱۸۶۶، هنگامی که برادرش یوشینوبو به عنوان پانزدهمین شوگون انتخاب شد، او به عنوان نماینده او به نمایشگاه جهانی (۱۸۶۷) در پاریس اعزام شد.
پس از نمایشگاه، او برای ادامه تحصیل در فرانسه ماند، اما در آن زمان شوگون‌سالاری فروپاشید و توکوگاوا یوشی‌آتسو از قلمرو میتو بر اثر بیماری درگذشت، بنابراین او مجبور شد به ژاپن بازگردد و ارباب قلمرو میتو شود.
در سال ۱۸۷۶، او به عنوان کارمند رسمی نمایشگاه آمریکا به ایالات متحده سفر کرد و سپس برای دوره دوم تحصیل به فرانسه رفت. در سال ۱۸۸۲، او یک مزرعه در اونو (اونو امروزی، شهر تاکاهاگی) در شمال استان ایباراکی اداره می‌کرد.
در سال ۱۹۸۴، او عمارتی در توجو، ماتسودو، به عنوان خانه سالمندان ساخت، جایی که وقت خود را با عکاسی و شکار به همراه برادرش توکوگاوا یوشینوبو و دیگران که به ملاقاتش می‌آمدند، می‌گذراند.